# الكولة (المخادر)

تعديل مصدري - تعديل

الكولة هي إحدى قرى عزلة السحول بمديرية المخادر التابعة لمحافظة إب، بلغ تعداد سكانها 422 نسمة حسب تعداد اليمن لعام 2004.